# Tetralonia
Tetralonia is een geslacht van vliesvleugelige insecten uit de familie bijen en hommels (Apidae)

## Soorten
- T. albida (Lepeletier, 1841)
- T. boharti (Eardley, 1989)
- T. caudata Friese, 1905
- T. cinctella (Saunders, 1908)
- T. cinctula Cockerell, 1936
- T. coangustata Dours, 1873
- T. commixtana Strand, 1913
- T. desertorum Morawitz, 1875
- T. fraterna Friese, 1911
- T. fuliginosa Morawitz, 1886
- T. fulvicornis Morawitz, 1895
- T. fumida (Cockerell, 1911)
- T. fuscipes Morawitz, 1894
- T. glauca (Fabricius, 1775)
- T. gossypii Cockerell, 1931
- T. iberica Dusmet y Alonso, 1926
- T. labrosa Friese, 1911
- T. macroceps Engel & Baker, 2006
- T. macrognatha (Gerstäcker, 1870)
- T. malvae (Rossi, 1790)
- T. mesotes (Eardley, 1989)
- T. mitsukurii Cockerell, 1911
- T. nigropilosa Friese, 1911
- T. obscuriceps Friese, 1916
- T. obscuripes Friese, 1905
- T. okinawae Friese, 1909

- T. paulyi (Eardley, 1989)
- T. penicillata (Friese, 1905)
- T. polychroma Cockerell, 1930
- T. pollinosa (Lepeletier, 1841)
- T. rufa (Lepeletier, 1841)
- T. ruficollis (Friese, 1911)
- T. siamensis Cockerell, 1929
- T. subaurata Dours, 1873
- T. taprobanicola Strand, 1913
- T. testacea Smith, 1854
- T. trichardti Cockerell, 1933
- T. vestita Morawitz, 1875
- T. vicina Morawitz, 1876
- T. wickwari (Bingham, 1908)